# Augusto De Giuli Botta
(Augusto de Giuli Botta)
Augusto de Giuli Botta (Mergozzo, marzo 1905 – Mergozzo, settembre 1957) è stato un filosofo italiano in antitesi al fascismo.

## Biografia
Augusto de Giuli Botta nacque da Carlo e Teresa Albertoletti nel piccolo borgo lacustre di Mergozzo. Esponente di un'antica famiglia radicata nel borgo da XVI secolo, compì gli studi magistrali presso un collegio di Pinerolo.
Concluso il servizio militare, svolto con il grado di caporale presso la Compagnia Distrettuale di Firenze, venne assunto dal Comune di Mergozzo come impiegato.
Studioso di poesia e letteratura, fu appassionato e scrupoloso cultore dell'opera dantesca. “Nacqui per gli studi e per essi vivo; confortando il cuore di poesia; quella poesia che ‘ad amar conforta’ alla quale dedico le mie ore migliori. Amai, e sempre, l’ingegno umano con grande affetto, e soprattutto la Verità nell’Arte, dalla quale ho avuto i più bei ricordi di mia vita, e coi quali vivrò in eterno nella gloria dello spirito dove l’animo umano trova il miglior conforto.” scrisse di se stesso il 19 ottobre 1929.
Sviluppando il proprio pensiero fu critico verso le politiche educative imposte dal regime fascista. Nel 1931, attraverso le pagine del “Gazzettino di Stresa Borromeo”, pubblicò una lunga critica al Ministro della Pubblica Istruzione Giuseppe Bellenzo affermando che  “troppo estetismo c'è nelle scuole; occorre più scienza”. L'intellettuale mergozzese sosteneva: “La vera scuola quindi, dev’essere un focolaio del sapere, ed il maestro deve sentirsi entusiasta della sua missione, ed è solo dall’entusiasmo che troverà la parola fervida ed espressiva, formatrice di buoni cittadini e di caratteri austeri: patrioti e dotti ad un tempo!”.
Nel 1935 diede alle stampe il volume "L'Aristocrazia del Pensiero" in cui espresse il proprio pensiero filosofico. Alla retorica di regime Augusto de Giuli Botta contrappose la tensione alla Verità raggiunta attraverso lo studio e lo sforzo poetico.
L'opera fu dedicata al filosofo e antifascista ligure Alfredo Poggi e accanto alla data "1935" venne omessa l'era fascista.
I gerarchi del Partito Nazionale Fascista di Mergozzo e del circondario boicottarono l'acquisto dell'opera senza tuttavia porre in essere ritorsioni.
Allo scoppio della seconda guerra mondiale, Augusto de Giuli Botta, che nel frattempo fu obbligato a tesserarsi al Partito Nazionale Fascista per conservare il posto di lavoro, venne costretto ad arruolarsi nel 29º Battaglione "M" della Milizia Volontaria per la Sicurezza Nazionale. 
Non accettando il sopruso, disertò dalle linee della Milizia. Deferito al Tribunale Militare di Torino, si presentò davanti ai giudici sostenendo l'illegittimità di quel forzato arruolamento risultandone assolto.
Visse con grande intensità e partecipazione ai fatti della guerra di liberazione in Ossola. Dal canto suo, sfruttando la propria posizione presso il Comune di Mergozzo, ritardò la compilazione delle liste di leva evitando così il richiamo dei giovani mergozzesi da parte delle autorità della Repubblica Sociale Italiana. Di quel periodo scrisse: “In questi quattro anni di silenzio che le devo descrivere? La prima ritirata dei tedeschi dell’Ossola, o i primi rastrellamenti nazifascisti effettuati proprio qui a Mergozzo? O i miei interventi per pacificare gli animi e salvare un po’ di gioventù sbandata? E come potrei descriverle la corrida aerea sul Lago Maggiore in incantevoli giornate di maggio? Obbiettivi: quali? Battelli, trams e treni. Durò una settimana per fortuna. Da qui passò ogni razza di soldati, persino russi dell’immacolate cime del Caucaso; partigiani (un po’ fatti a modo loro ma pazienza) d’ogni regione d’Italia. Le montagne si prestavano molto bene ai nascondigli. E che dirle della terribile Muti di Ravenna? Per la quale mi ci volle del bello e del buono per evitare rappresaglie che potevano degenerare in cose ben peggiori?”.
Con il termine del conflitto, fu molto critico anche verso talune formazioni partigiane e verso la classe politica della ritrovata democrazia. Come forma di silenziosa ed innocua protesta, si autoescluse dalle liste elettorali. L'Amministrazione comunale, per reazione, lo licenziò. Augusto, sostenendo le proprie ragioni, riuscì a ricorrere e ad essere reintegrato al proprio posto di lavoro.
Morì travolto da un'automobile mentre rientrava a casa in bicicletta nel settembre 1957. Durante la sua lunga attività di studio produsse una vastissima gamma di scritti e commenti letterari intessendo rapporti epistolari con brillanti menti del suo tempo.

## Fonti
- Archivio de Giuli Botta - Armanini
- Archivio di Stato Novara
- A. de Giuli Botta, L'Aristocrazia del Pensiero, Stabilimenti arti grafiche Airoldi, Intra (Verbania), 1935
- C. Fedeli, L'Aristocrazia del Pensiero - Lezioni di libertà di Augusto De Giuli Botta, Le Rive, 2/2020, ed. Press Grafica